# Saison 1982-1983 du Stade lavallois
Chronologie
Saison précédente Saison suivante
La saison 1982-1983 du Stade lavallois est la 81e saison de l'histoire du club. Les Mayennais sont engagés dans deux compétitions : la Division 1 (6e participation) et la Coupe de France.

## Effectif et encadrement

### Transferts
| Nom              | Nationalité | Poste     | Transfert | Provenance/Destination | Division                       |
| ---------------- | ----------- | --------- | --------- | ---------------------- | ------------------------------ |
| Arrivées         |             |           |           |                        |                                |
| Christian Felci  | France      | Défenseur |           | Olympique alésien      | Division 3 - Sud (D3)          |
| Robert Buigues   | France      | Milieu    |           | US Orléans             | Division 2 - A (D2)            |
| Jean-Paul Rabier | France      | Milieu    |           | US Valenciennes-Anzin  | Division 1 (D1)                |
| Départs          |             |           |           |                        |                                |
| Claude Klimek    | France      | Gardien   |           | SO Cholet              | Division 3 - Nord (D3)         |
| René Izquierdo   | France      | Défenseur |           | Retraite sportive      |                                |
| Alain Polaniok   | France      | Défenseur |           | FC Tours               | Division 1 (D1)                |
| Hervé Gauthier   | France      | Milieu    |           | RC Paris               | Division 2 - A (D2)            |
| Christophe Sagna | Sénégal     | Milieu    |           | EA Guingamp            | Division 2 - A (D2)            |
| Moncef Djebali   | Tunisie     | Attaquant |           | SC Amiens              | Division 3 - Centre-Ouest (D3) |

### Effectif
Quatorze joueurs sont sous contrat professionnel, dix sous contrat stagiaire, un sous contrat aspirant et sept sous contrat apprenti.

## Matchs de la saison

### Division 1
| Date                       | Journée | Adversaire               | Lieu | Score | Buteurs du club                       | Class. | Affluence |
| -------------------------- | ------- | ------------------------ | ---- | ----- | ------------------------------------- | ------ | --------- |
| Mardi 10 août 1982         | J01     | FC Sochaux-Montbéliard   | Dom. | 3 - 1 | Buigues 20e, Krause 39e, Redon 81e    |        | 10.994    |
| Mardi 17 août 1982         | J02     | AJ Auxerre               | Ext. | 1 - 0 | Krause 57e                            |        | 8.799     |
| Mardi 24 août 1982         | J03     | AS Saint-Étienne         | Dom. | 0 - 0 | -                                     |        | 16.498    |
| Vendredi 27 août 1982      | J04     | AS Monaco FC             | Ext. | 1 - 4 | Krause 35e                            |        | 4.905     |
| Vendredi 3 septembre 1982  | J05     | FC Tours                 | Dom. | 3 - 0 | Krause 4e, Thordarsson 74e, Redon 78e |        | 19.585    |
| Vendredi 10 septembre 1982 | J06     | FC Girondins de Bordeaux | Ext. | 1 - 4 | Sène 86e                              |        | 15.035    |
| Mardi 21 septembre 1982    | J07     | FC Nantes                | Dom. | 1 - 3 | Thordarsson 20e                       |        | 18.000    |
| Vendredi 24 septembre 1982 | J08     | AS Nancy-Lorraine        | Ext. | 1 - 1 | Krause 10e                            |        | 9.604     |
| Samedi 2 octobre 1982      | J09     | RC Lens                  | Dom. | 0 - 0 | -                                     |        | 7.690     |
| Mardi 12 octobre 1982      | J10     | FC Mulhouse 1893         | Ext. | 1 - 2 | Sène 34e                              |        | 5.915     |
| Vendredi 15 octobre 1982   | J11     | FC Rouen                 | Dom. | 3 - 1 | Souto 10e, Sène 13e, Felci 74e        |        | 5.657     |
| Mardi 26 octobre 1982      | J12     | SEC Bastia               | Ext. | 1 - 1 | Sène 63e                              |        | 3.182     |
| Vendredi 29 octobre 1982   | J13     | Brest Armorique FC       | Dom. | 1 - 1 | Sène 5e                               |        | 9.433     |
| Samedi 6 novembre 1982     | J14     | Paris-Saint-Germain FC   | Ext. | 0 - 0 | -                                     |        | 23.331    |
| Mardi 16 novembre 1982     | J15     | Olympique lyonnais       | Dom. | 1 - 1 | Sène 80e                              |        | 4.628     |
| Samedi 20 novembre 1982    | J16     | RC Strasbourg            | Dom. | 2 - 1 | Krause 30e, Thordarsson 57e           |        | 6.343     |
| Dimanche 28 novembre 1982  | J17     | Toulouse FC              | Ext. | 1 - 0 | Sène 57e                              |        | 10.781    |
| Dimanche 5 décembre 1982   | J18     | Lille OSC                | Dom. | 2 - 0 | Krause 42e, Sène 55e                  |        | 6.262     |
| Dimanche 12 décembre 1982  | J19     | FC Metz                  | Ext. | 2 - 3 | Krause 86e, Redon 89e                 |        | 5.826     |
| Dimanche 19 décembre 1982  | J20     | AJ Auxerre               | Dom. | 1 - 0 | Miton 44e                             |        | 5.274     |
| Dimanche 16 janvier 1983   | J21     | AS Saint-Étienne         | Ext. | 1 - 1 | Redon 72e                             |        | 8.357     |
| Dimanche 23 janvier 1983   | J22     | AS Monaco FC             | Dom. | 1 - 0 | Goudet 74e                            |        | 9.310     |
| Samedi 29 janvier 1983     | J23     | FC Tours                 | Ext. | 1 - 4 | Krause 64e                            |        | 8.971     |
| Samedi 5 février 1983      | J24     | FC Girondins de Bordeaux | Dom. | 2 - 0 | Sorin 5e, Buigues 47e                 |        | 12.381    |
| Dimanche 20 février 1983   | J25     | FC Nantes                | Ext. | 0 - 0 | -                                     |        | 18.926    |
| Dimanche 27 février 1983   | J26     | AS Nancy-Lorraine        | Dom. | 0 - 0 | -                                     |        | 6.174     |
| Mercredi 9 mars 1983       | J27     | RC Lens                  | Ext. | 0 - 2 | -                                     |        | 13.286    |
| Dimanche 20 mars 1983      | J28     | FC Mulhouse 1893         | Dom. | 0 - 0 | -                                     |        | 5.799     |
| Mardi 29 mars 1983         | J29     | FC Rouen                 | Ext. | 2 - 2 | Krause 24e, Buigues 51e               |        | 11.282    |
| Vendredi 1er avril 1983    | J30     | SEC Bastia               | Dom. | 1 - 0 | Krause 88e                            |        | 6.000     |
| Vendredi 8 avril 1983      | J31     | Brest Armorique FC       | Ext. | 0 - 3 | -                                     |        | 13.000    |
| Mardi 19 avril 1983        | J32     | Paris-Saint-Germain FC   | Dom. | 1 - 0 | Krause 78e                            |        | 11.146    |
| Vendredi 29 avril 1983     | J33     | Olympique lyonnais       | Ext. | 0 - 2 | -                                     |        | 7.889     |
| Vendredi 6 mai 1983        | J34     | RC Strasbourg            | Ext. | 2 - 1 | Goudet 14e, Krause 66e                |        | 3.631     |
| Vendredi 13 mai 1983       | J35     | Toulouse FC              | Dom. | 2 - 1 | Rabier 22e, Krause 30e                |        | 10.000    |
| Vendredi 20 mai 1983       | J36     | Lille OSC                | Ext. | 0 - 0 | -                                     |        | 5.970     |
| Mardi 24 mai 1983          | J37     | FC Metz                  | Dom. | 2 - 1 | Redon 33e, Goudet 59e                 |        | 7.587     |
| Vendredi 3 juin 1983       | J38     | FC Sochaux-Montbéliard   | Ext. | 1 - 1 | Goudet 65e                            |        | 5.000     |

| Rang | Équipe                   | Pts | J  | G  | N  | P  | Bp | Bc | Diff |
| ---- | ------------------------ | --- | -- | -- | -- | -- | -- | -- | ---- |
| 1    | FC Nantes                | 58  | 38 | 24 | 10 | 4  | 77 | 29 | +48  |
| 2    | FC Girondins de Bordeaux | 48  | 38 | 20 | 8  | 10 | 67 | 48 | +19  |
| 3    | Paris-Saint-Germain FC C | 47  | 38 | 20 | 7  | 11 | 66 | 49 | +17  |
| 4    | RC Lens                  | 44  | 38 | 18 | 8  | 12 | 64 | 55 | +9   |
| 5    | Stade lavallois          | 44  | 38 | 15 | 14 | 9  | 42 | 41 | +1   |
| 6    | AS Monaco FC T           | 43  | 38 | 14 | 15 | 9  | 55 | 35 | +20  |
| 7    | AS Nancy-Lorraine        | 41  | 38 | 17 | 7  | 14 | 74 | 61 | +13  |
| 8    | AJ Auxerre               | 38  | 38 | 12 | 14 | 12 | 56 | 48 | +8   |
| 9    | FC Metz                  | 37  | 38 | 13 | 11 | 14 | 66 | 67 | -1   |
| 10   | Brest Armorique FC       | 37  | 38 | 11 | 15 | 12 | 53 | 63 | -10  |
| 11   | Toulouse FC P            | 36  | 38 | 15 | 6  | 17 | 52 | 66 | -14  |
| 12   | FC Sochaux-Montbéliard   | 35  | 38 | 9  | 17 | 12 | 52 | 53 | -1   |
| 13   | Lille OSC                | 34  | 38 | 13 | 8  | 17 | 38 | 45 | -7   |
| 14   | AS Saint-Étienne         | 34  | 38 | 11 | 12 | 15 | 41 | 52 | -11  |
| 15   | RC Strasbourg            | 33  | 38 | 11 | 11 | 16 | 40 | 51 | -11  |
| 16   | FC Rouen P               | 32  | 38 | 11 | 10 | 17 | 45 | 54 | -9   |
| 17   | SEC Bastia               | 32  | 38 | 9  | 14 | 15 | 41 | 52 | -11  |
| 18   | FC Tours                 | 31  | 38 | 12 | 7  | 19 | 58 | 68 | -10  |
| 19   | Olympique lyonnais       | 28  | 38 | 11 | 6  | 21 | 57 | 77 | -20  |
| 20   | FC Mulhouse 1893 P       | 28  | 38 | 10 | 8  | 20 | 46 | 76 | -30  |

Qualifications européennes
- Qualifié pour la C1
- Qualifié pour la C2
- Qualifié pour la C3

Relégations
- Barrage de relégation en Division 2
- Relégation en Division 2

Abréviations
- T : Tenant du titre
- C : Vainqueur de la Coupe de France 1982-83
- P : Promus de Division 2

### Coupe de France
| Date                     | Tour                     | Adversaire        | Niveau      | Lieu   | Score               | Buteurs du club      | Affluence |
| ------------------------ | ------------------------ | ----------------- | ----------- | ------ | ------------------- | -------------------- | --------- |
| Vendredi 11 février 1983 | 1/32e de finale          | Nîmes Olympique   | D2 - A (D2) | Neutre | 2 - 0               | Sène 27e, Krause 71e | 7.909     |
| Samedi 5 mars 1983       | 1/16e de finale - aller  | AS Nancy-Lorraine | D1 (D1)     | Ext.   | 1 - 0               | Sène 82e             | 8.532     |
| Samedi 12 mars 1983      | 1/16e de finale - retour | AS Nancy-Lorraine | D1 (D1)     | Dom.   | 1 - 1               | Krause 13e           | 10.000    |
| Mardi 5 avril 1983       | 1/8e de finale - aller   | EA Guingamp       | D2 - A (D2) | Dom.   | 0 - 0               | -                    | 7.000     |
| Vendredi 15 avril 1983   | 1/8e de finale - retour  | EA Guingamp       | D2 - A (D2) | Ext.   | 0 - 0 a.p., 2-4 tab | -                    | 10.000    |

## Statistiques

### Statistiques collectives
| Compétition     | Débute au tour  | Termine        | Matches joués | Gagnés | Nuls | Perdus | Buts pour | Buts contre | Différence |
| --------------- | --------------- | -------------- | ------------- | ------ | ---- | ------ | --------- | ----------- | ---------- |
| Division 1      | -               | 5e             | 38            | 15     | 14   | 9      | 42        | 41          | +1         |
| Coupe de France | 1/32e de finale | 1/8e de finale | 5             | 2      | 2    | 1      | 4         | 1           | +3         |
| Total           | -               | -              | 43            | 17     | 16   | 10     | 46        | 42          | +4         |

### Statistiques individuelles
| N° | Pos. | Nat. | Nom                  | Division 1 | Division 1  | Division 1 | Division 1   | Coupe de France | Coupe de France | Coupe de France | Coupe de France | Total | Total       | Total  | Total        |
| N° | Pos. | Nat. | Nom                  | MJ         | But inscrit | Averti     | Carton rouge | MJ              | But inscrit     | Averti          | Carton rouge    | MJ    | But inscrit | Averti | Carton rouge |
| -- | ---- | ---- | -------------------- | ---------- | ----------- | ---------- | ------------ | --------------- | --------------- | --------------- | --------------- | ----- | ----------- | ------ | ------------ |
|    | G    |      | Stéphane Osmond      | 7          | 0           |            |              | -               | -               | -               | -               | 7     | 0           |        |              |
|    | G    |      | Jean-Pierre Tempet   | 31         | 0           |            |              | 5               | 0               |                 |                 | 36    | 0           |        |              |
|    |      |      |                      |            |             |            |              |                 |                 |                 |                 |       |             |        |              |
|    | D    |      | Patrice Bozon        | 38         | 0           |            |              | 5               | 0               |                 |                 | 43    | 0           |        |              |
|    | D    |      | Christian Felci      | 21         | 0           |            |              | -               | -               | -               | -               | 21    | 1           |        |              |
|    | D    |      | Jean-Marc Miton      | 29         | 1           |            |              | 5               | 0               |                 |                 | 34    | 1           |        |              |
|    | D    |      | Michel Sorin         | 18         | 1           |            |              | 5               | 0               |                 |                 | 23    | 1           |        |              |
|    | D    |      | Victor Zvunka        | 38         | 0           |            |              | 5               | 0               |                 |                 | 43    | 0           |        |              |
|    |      |      |                      |            |             |            |              |                 |                 |                 |                 |       |             |        |              |
|    | M    |      | Robert Buigues       | 23         | 3           |            |              | 5               | 0               |                 |                 | 28    | 3           |        |              |
|    | M    |      | Thierry Goudet       | 28         | 4           |            |              | 2               | 0               |                 |                 | 30    | 4           |        |              |
|    | M    |      | Uwe Krause           | 30         | 14          |            |              | 5               | 2               |                 |                 | 35    | 16          |        |              |
|    | M    |      | Jacky Paillard       | 2          | 0           |            |              | -               | -               | -               | -               | 2     | 0           |        |              |
|    | M    |      | Loic Pérard          | 21         | 0           |            |              | 2               | 0               |                 |                 | 23    | 0           |        |              |
|    | M    |      | Jean-Paul Rabier     | 30         | 1           |            |              | 4               | 0               |                 |                 | 34    | 1           |        |              |
|    | M    |      | Oumar Sène           | 36         | 8           |            |              | 5               | 0               |                 |                 | 41    | 10          |        |              |
|    | M    |      | José Souto           | 28         | 1           |            |              | 4               | 0               |                 |                 | 32    | 1           |        |              |
|    | M    |      | Éric Stefanini       | 18         | 0           |            |              | 1               | 0               |                 |                 | 19    | 0           |        |              |
|    |      |      |                      |            |             |            |              |                 |                 |                 |                 |       |             |        |              |
|    | A    |      | Abdelmajid Bourebbou | 5          | 0           |            |              | -               | -               | -               | -               | 5     | 0           |        |              |
|    | A    |      | Philippe Guillemet   | 4          | 0           |            |              | -               | -               | -               | -               | 4     | 0           |        |              |
|    | A    |      | Philippe Redon       | 36         | 5           |            |              | 4               | 0               |                 |                 | 40    | 5           |        |              |
|    | A    |      | Karl Thordarsson     | 29         | 3           |            |              | 2               | 0               |                 |                 | 31    | 3           |        |              |

### Buteurs
| N° | Pos. | Nat. | Nom              | Division 1 | Coupe de France | Total |
| -- | ---- | ---- | ---------------- | ---------- | --------------- | ----- |
|    | M    |      | Uwe Krause       | 14         | 2               | 16    |
|    | M    |      | Oumar Sène       | 8          | 2               | 10    |
|    | A    |      | Philippe Redon   | 5          | -               | 5     |
|    | M    |      | Thierry Goudet   | 4          | -               | 4     |
|    | M    |      | Robert Buigues   | 3          | -               | 3     |
|    | A    |      | Karl Thordarsson | 3          | -               | 3     |
|    | D    |      | Christian Felci  | 1          | -               | 1     |
|    | D    |      | Jean-Marc Miton  | 1          | -               | 1     |
|    | M    |      | Jean-Paul Rabier | 1          | -               | 1     |
|    | D    |      | Michel Sorin     | 1          | -               | 1     |
|    | M    |      | José Souto       | 1          | -               | 1     |
|    |      |      | Total            | 42         | 4               | 46    |

## Affluences
L'affluence à domicile du Stade lavallois atteint un total :
- de 159.923 spectateurs en 19 rencontres de Division 1, soit une moyenne de 8.417/match,
- de 17.000 spectateurs en  rencontres de Coupe de France, soit une moyenne de 8.500/match,
- de 195.761 spectateurs en  rencontres toutes compétitions confondues, soit une moyenne de 9.322/match.

Affluence du Stade lavallois à domicile